# E-75
De E-75 Standardpanzer was een Duits ontwerp voor een zware tank uit de Tweede Wereldoorlog die samen met de E-50 de Panther, Tiger I en Tiger II moest vervangen. Het voertuig maakte deel uit van de Entwicklung Serie, een poging van Duitsland om voertuigen te standaardiseren en daarmee productie sneller en goedkoper te laten verlopen. De eerste ontwikkelingen startten in 1943, maar voor het einde van de oorlog was de bouw van een prototype nog niet begonnen.

## Geschiedenis
Vanaf 1943 startte de planning van een gehele serie gestandaardiseerde pantservoertuigen. Eén daarvan was de E-75, een tank in de 75 ton klasse. De E-75 werd parallel aan de E-50 ontwikkeld en zij hadden uiterlijk veel met elkaar gemeen. De tank zou de Panther en Tiger tanks en conversies daarvan moeten gaan vervangen. Er wordt regelmatig naar de E-75 gerefereerd als de Tiger III, maar een officiële 'bijnaam' heeft de E-75 nooit gehad.

## Ontwerp
Uiterlijk leek de E-75 relatief veel op de Tiger II. Ook de torens waren met elkaar vergelijkbaar. De bewapening zou bestaan uit een 88 mm KwK 44 L/71, een doorontwikkeling van het KwK 43 kanon. De bepantsering van de romp was dikker dan dat van de E-50. Aan iedere zijde waren acht wielen geplaatst, zodat de tank een grondcontact had van 409,5 centimeter lang. De rupsbanden waren 65 centimeter breed en het totale drukvlak zou dan uitkomen op 266175 cm² per rupsband. Uitgaande van een gewicht van 75 ton had de tank een bodemdruk van 3,55 kg per cm².
Het interieur was hetzelfde als de E-50 en het was de bedoeling om beide tanks in dezelfde fabrieken te produceren. Ook de motor was gelijk, namelijk een Maybach HL234 met een kracht van 900 pk en was een verbeterde versie van de HL230. Met deze motor zou de E-75 een topsnelheid kunnen behalen van ongeveer 40 km/h. De plaatsing van de motor, radiators en ventilators was vergelijkbaar als bij de Tiger II, maar de transmissie zou waarschijnlijk aan de voorzijde komen te liggen.
E-10 · E-25 · E-50 · E-75 · E-100